# Kitty de Hoyos
María Cristina Guadalupe Vega Hoyos (Ciudad de México, 8 de febrero de 1936-Ciudad de México, 28 de diciembre de 1999), conocida como Kitty de Hoyos, fue una actriz mexicana. 

## Biografía y carrera
María Cristina Guadalupe Vega Hoyos nació el 8 de febrero de 1936 en Ciudad de México, siendo hija de María Borinquen Hoyos y Héctor Vega.
Por imposición de su madre, comenzó a actuar a los 13 años de edad. En 1953, inició su carrera cinematográfica cuando tenía 17 años, debutando en la película Qué bravas son las costeñas, estrenada en 1954. Posteriormente, incursiono en las películas Yo no creo en los hombres (1955) y Esposas infieles (1956). En esta última realizó un semidesnudo, lo que a la postre le provocó temas de inseguridad y depresión; lo anterior se debió a los ataques que recibió por parte de la prensa de su tiempo, la cual difundió el rumor de que contaba con 14 o 15 años durante las grabaciones del proyecto, pero tiempo después se aclaro que este dato fue incorrectamente informado.
En fecha desconocida, contrajo matrimonio con un hombre llamado Juan Gabriel Torres Landa G., de quien se divorció en una fecha que también se desconoce. Su último trabajo fue en la obra teatral, ¿Quién... yo?, dirigida por Rafael Perrín.

### Muerte
El 28 de diciembre de 1999, De Hoyos falleció en Ciudad de México a los 63 años de edad, a causa de un cáncer colorrectal, una metástasis ganglionar hepática, y una insuficiencia hepática. Su cuerpo fue cremado en el Panteón Español, ubicado en la misma ciudad. El paradero final de sus cenizas es desconocido. Cabe destacar que su acta de defunción menciona erróneamente que tenía 58 años al momento de fallecer, siendo un dato de desinformación que persistió prácticamente toda su vida al creerse que había nacido en 1941, y no en 1936.

## Filmografía

### Cine
- Como México no hay dos (1981)
- El gran perro muerto (1981) ... Doña Modesta
- Vivir para amar (1980) ... Lucy García Green
- Los ángeles de Puebla (1968) ... Cristina
- Amor perdóname (1967)
- Domingo salvaje (1967) ... Eva Moro
- Los jinetes de la bruja (1966)
- En el viejo Guanajuato (1966)
- Matar es fácil (1966)
- Juventud sin ley (1966) ... Esposa de Ordorico
- Rebeldes a Go Go (1966)
- Heroína (1965) ... Laura
- La loba (1965) ... Clarisa Fernández
- Los horrores del bosque negro (1965)
- Los cuervos están de luto (1965)
- El pecador (1965)
- Sinful (1965)
- El padre Diablo (1965)
- Un hombre en la trampa (1965)
- Aventura al centro de la tierra (1964)
- La fiebre del deseo (1964)
- El bracero del año (1964)
- Los fenómenos del fútbol (1964)
- Las hijas del Zorro (1964)
- Los signos del zodiaco (1962)
- Pilotos de la muerte (1962) .... Diana Kochman, helldriver de Octano y Diáfano
- La chamaca (1961)
- Matrimonios juveniles (1961)
- Memorias de mi general (1961)
- Carnaval en mi barrio (1960) .... Silvia
- La sombra del caudillo (1960) .... La Mora
- Cada quién su vida (1960)
- El derecho a la vida (1959)
- Ama a tu prójimo (1958) .... Alicia, novia de Rodolfo
- Muertos de miedo (1958) .... Alma
- Mujeres encantadoras (1958)
- Concurso de belleza (1958)
- Yo quiero ser artista/El cartero del barrio (1958)
- Cabaret trágico (1958)
- Viaje a la Luna (1958)
- Asesinos, S.A. (1957) .... Julieta/Sofía
- El campeón ciclista (1957)
- Esposas infieles (1956)
- Yo no creo en los hombres (1955)... Enfermera
- Qué bravas son las costeñas (1954)

### Televisión
- Salud, dinero y amor (1997) ... Cristina de Montiel
- Tiempo de amar (1987) ... Bárbara
- Amor ajeno (1983) ... Susana/Ivonne
- Añoranza (1979)
- Muchacha de barrio (1979) ... Susana/La Chata
- Acompáñame (1977) ... Raquel
- Los que ayudan a Dios (1973) ... Marta
- La ambiciosa (1960)